# Jack Donohue (basket-ball)
Pour les articles homonymes, voir Jack Donohue.
John « Jack » Donohue, né le 4 juin 1931, à New York, aux États-Unis et décédé le 16 avril 2003, à Ottawa, au Canada est un entraîneur américain naturalisé canadien de basket-ball.

## Palmarès
- Finaliste du championnat des Amériques 1980
- 3e du championnat des Amériques 1984, 1988